# Stazione di Montjovet
La stazione di Montjovet (in francese: gare de Montjovet) è una stazione della ferrovia Aosta-Chivasso.

## Storia
Fu inaugurata nel 1886.
Fu infine chiusa al servizio viaggiatori a partire dal 1999 anno nel quale fu trasformata in Posto di Movimento.

## Strutture ed impianti
La stazione possedeva il vecchio fabbricato viaggiatori a fianco ad uno nuovo e due binari.